# تارانو
تارانو (به ایتالیایی: Tarano) یک کومونه در ایتالیا است که در استان ریتی واقع شده‌است.

## خصوصیات
تارانو ۲۰٫۱ کیلومترمربع مساحت و ۱٬۲۹۶ نفر جمعیت دارد و ۲۳۴ متر بالاتر از سطح دریا واقع شده‌است.